# Georges Matheron
Georges François Paul Marie Matheron (Parigi, 2 dicembre 1930 – Parigi, 7 agosto 2000) è stato uno statistico francese unanimemente riconosciuto come il padre della Geostatistica.

## La gioventù
G. Matheron figlio di Jean Matheron (1902-1985), e nipote di Joannès-Claudius Matheron, ingegnere minerario laureatosi nel 1885 all'Ecole des mines di Parigi, che lavorò nelle miniere di carbone di Dombrowa (Polonia), ebbe sei figli.
Nel 1949 si diplomò all'Ecole polytechnique e si laureò all'Ecole des mines Archiviato il 23 febbraio 2006 in Internet Archive. di Parigi il 1º settembre 1954, dove ricevette un profondo addestramento in matematica, fisica e nella teoria della probabilità. In particolare, il suo insegnante di probabilità, Paul Lévy, fu uno di quelli che più influenzarono il lavoro di Matheron.

## La Geostatistica

### Gli inizi
Dal 1954 al 1963, mentre lavorava con il Servizio Geologico Francese in Algeria e in Francia, G. Matheron scoprì il pionieristico lavoro di Danie Krige, Herbert Sichel e H.J. de Wijs sui depositi auriferi dello Witwatersrand nella Repubblica del Sud Africana, e costruì la maggior parte dei concetti della teoria della stima delle risorse, che egli stesso denominò Geostatistica. Questi primi lavori di Matheron culminò in due libri (Mémoires du BRGM):
- il monumentale Traité de géostatistique appliquée (Editions Technip, France, 1962-63), dove vengono definiti gli strumenti fondamentali della geostatistica lineare: variografia, varianza della stima e dispersione, krigeage o  kriging (chiamato così per il contributo alla materia di Danie Krige;
- la sua tesi di dottorato, ancor più teorica del primo libro, denominata Les variables régionalisées et leur estimation: une application de la théorie des fonctions aléatoires aux sciences de la nature, pubblicata nel 1965 da Masson, Parigi.

Dal 1964 al 1968, G. Matheron volse la sua attenzione alla caratterizzazione matematica di forme geometriche e, in collaborazione con Jean Serra, creò la disciplina Morfologia Matematica, che è diventata una branca essenziale del campo dell'analisi delle immagini. Nello stesso periodo, lavorò intensamente all'idrodinamica, parte del suo libro sulla teoria dei mezzi porosi (Matheron, 1967).

### Il Centro di Geostatistica a Fontainebleau
Dopo aver insegnato probabilità e geostatistica alla Ecole de Mines di Nancy Archiviato il 6 marzo 2006 in Internet Archive., Matheron fece parte Ecole des mines Archiviato il 23 febbraio 2006 in Internet Archive. di Parigi nel 1968, divenne direttore del centro di ricerca appena creato a Fontainebleau, il Centre de Morphologie Mathématique (CMM). A causa della varietà delle sue applicazioni, questo fu rinominato come Centre de Géostatistique et Morphologie Mathématique (CGMM) nel 1979, poi nel 1986 fu diviso in un nuovo Centre de Morphologie Mathématique Archiviato il 5 agosto 2006 in Internet Archive. diretto da Jean Serra, e Centre de Géostatistique (CG) diretto da Matheron. Il famoso Fascicolo 5 dei Cahiers du Centre de Morphologie Mathématique de Fontainebleau del 1970, tradotto in inglese nel 1971 (The theory of regionalised variables and its applications), è diventato la bibbia per la geostatistica per un gran numero di studenti e ricercatori.
A Fontainebleau, Matheron manifestò una grande creatività, sviluppando con un team di collaboratori (André Journel, Alain Maréchal, Pierre Delfiner and Jean-Paul Chilès, per citarne alcuni della prima generazione) i maggiori concetti della geostatistica non-lineare e non-stationaria, mentre manteneva ancora un forte interesse nella morfologia matematica ed occasionalmente lavorava su problemi di pianificazione mineraria, come l'ottimizzazione di miniere a cielo aperto. Nel 1975 pubblicò un essenziale contributo alla teoria degli insiemi casuali.
Georges Matheron, che votò la sua vita alla ricerca, pubblicò oltre 250 documenti, principalmente interni ai centri di Fontainebleau, e cinque libri. Nel suo lavoro è presente una prodigiosa quantità di idee, proposte, modelli, in cui i ricercatori e gli ingegneri hanno trovato e troveranno per anni materiale da sviluppare. 
Dietro questa enorme varietà di output c'è un tema ricorrente: l'uso dei modelli probabilistici. Georges Matheron mostrò un'eccezionale capacità di ridurre degli altrimenti intrattabili problemi teorici a questioni semplici, che potrebbero essere risolte con appropriati modelli. Questo è il perché i metodi ed i concetti da lui elaborati hanno resistito: essi rispondono a problemi pratici del mondo reale. Una buona testimonianza di questo e fonte di orgoglio per Matheron è stata l'esplosione della Geostatistica in vari campi di applicazione: inizialmente confinata all'industria mineraria, essa è usata ora in ricerche petrolifere, Agronomia, Oceanografia, Meteorologia, Pesca, Ecologia, Geologia Ambientale, Geologia, Geofisica, Geologia Applicata, cartografia, sistemi informativi territoriali, ecc.
La sua esperienza di una viata nel modellare i fenomeni naturali attraverso l'approccio probabilistico, lo spinse a scrivere nel 1978, un saggio sulla probabilità applicata, una lettura necessaria per ogni professionista nel campo della geostatistica.

## Opere
- Matheron, G. (1963) Traité de géostatistique appliquée. Edizioni Technip, Francia.
- Matheron, G. (1965) Les variables régionalisées et leur estimation: une application de la théorie des fonctions aléatoires aux sciences de la nature, Masson, Parigi, Francia.
- Matheron, G. (1967) Elements pour une théorie des milieux poreux. Masson, Parigi, Francia.
- Matheron, G. (1970) La théorie des variables régionalisées, et ses applications. Fascicolo 5 dei Cahiers du Centre de Morphologie Mathématique de Fontainebleau.
- Matheron, G. (1970) Random sets and integral geometry. Wiley.
- Matheron, G. (1989) Estimating and choosing, an essay on probability in practice. Springer.